# Sepang
Sepang é uma cidade e um distrito situado na parte sul do estado de Salangor, na Malásia. Antigamente era um pequeno povoado. O distrito de Sepang cobre uma área de 612 quilômetros quadrados e tinha uma população de 212.050 habitantes no censo de 2010 (resultado provisório). É talvez mais conhecida por contar com o Circuito Internacional de Sepang e o Aeroporto Internacional de Kuala Lumpur, que serve à cidade de Kuala Lumpur.
O Circuito Internacional de Sepang foi sede do Grande Prêmio da Malásia de Fórmula 1 e hoje recebe o Grande Prêmio da Malásia de MotoGP.
O distrito de Sepang é também famoso pelo município de Cyberjaya, que também é conhecido como o Vale do Silício da Malásia. Nos dias atuais, mais de 250 empresas multinacionais encontram-se em Cyberjaya. A capital do distrito de Sepang é Salak Tinggi, que tomou o cargo da cidade de Sepang.

## Galeria de imagens

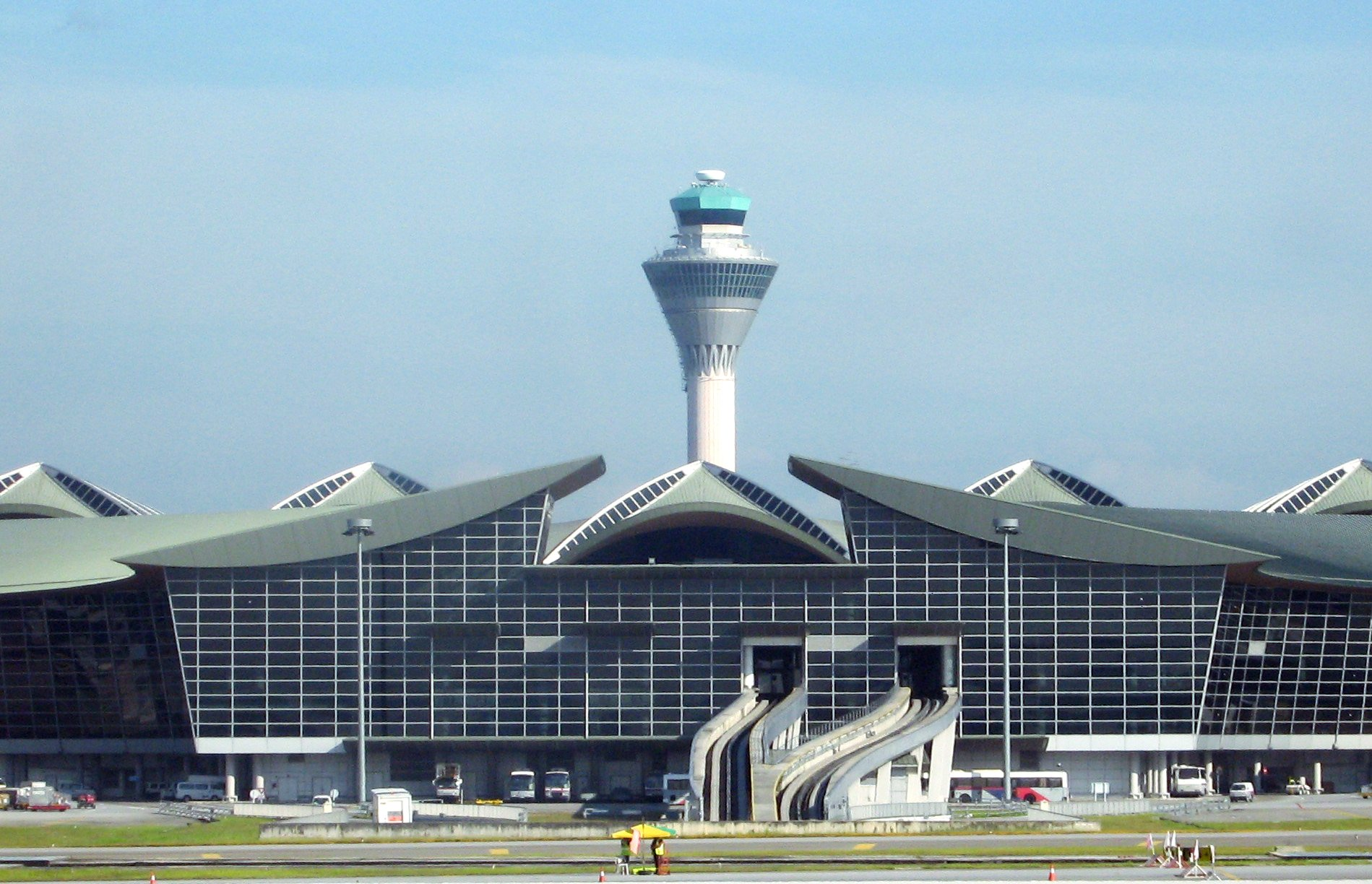
Aeroporto de Kuala Lumpur.
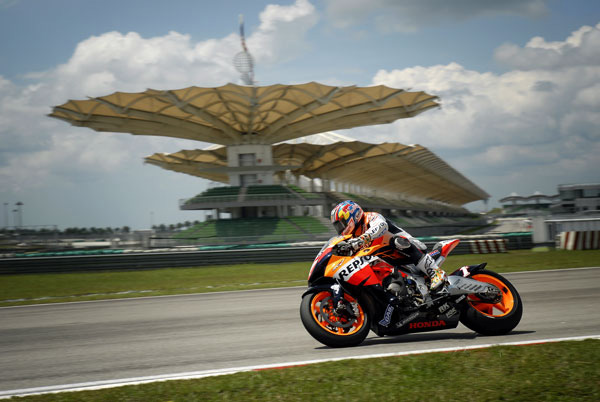
Moto Honda no circuito.